# Fondation suisse pour paraplégiques
La Fondation suisse pour paraplégiques (FSP) finance des prestations destinées à la rééducation et à la réinsertion des personnes victimes d'un traumatisme médullaire.

## Organisation
La Fondation suisse pour paraplégiques a été créée en 1975 par Guido A. Zäch.
L'association des bienfaiteurs de la fondation suisse pour paraplégiques a près de 1,2 million de membres. La cotisation annuelle leur permet de bénéficier d'une aide de 200 000 francs suisses en cas de paralysie médullaire à la suite d'un accident.
Les sommes récoltées par l'association des bienfaiteurs ont permis de construire le centre suisse de paraplégiques, permettent de subventionner l'association suisse des paraplégiques, des sportifs handicapés ainsi que de nombreux autres projets liés à la réinsertion professionnelle et sociales des paraplégiques et tétraplégiques en Suisse.